# Pedo-Alarm
Pedo-Alarm is het 147ste album uit de Belgische stripreeks De avonturen van Urbanus en verscheen in 2011. Het verhaal werd door Willy Linthout getekend en bedacht door Willy Linthout en Urbanus zelf.

## Verhaal
De pastoor wordt verdacht van pedofilie. Agenten René en Modest houden hem in de gaten, om hem later te arresteren. Meneer pastoor wordt schuldig bevonden en moet na een lange lijdensweg worden geëxecuteerd.
Urbanus, als vermoedelijk slachtoffer van de pastoor, is intussen opgenomen in een instelling, waar hij met klei de mooiste beelden maakt.

## Culturele verwijzingen
- Urbanus wordt bezocht door verschillende stripfiguren uit andere reeksen, zoals Lucky Luke, Jommeke, Suske en Wiske, Cowboy Henk, Droopy, Kabouter Wesley en Olivier B. Bommel.